# Hernando de Soto
Hernando de Soto (c. 1500 – d. 21 mai 1542) a fost un explorator spaniol și conchistador care a condus prima expediție europeană adânc în teritoriul de astăzi al Statelor Unite ale Americii (Florida, Georgia, Alabama și cel mai probabil Arkansas), și primul european care a traversat Fluviul Mississippi.
A participat la cucerirea Americii Centrale și a Perului. De Soto a murit în 1542 de pe malul Fluviului Mississippi, în ceea ce este acum Guachoya, Arkansas sau Ferriday, Louisiana.